# Juramento del Juego de Pelota (David)
Juramento del Juego de Pelota (en francés: Le Serment du Jeu de paume) es un cuadro incompleto de Jacques-Louis David, pintado entre 1790 y 1794 y que muestra el compromiso del Juramento del Juego de Pelota en Versalles, uno de los acontecimientos fundacionales de la Revolución Francesa.
Los reveses políticos y las dificultades financieras hicieron que David nunca pudiera terminar el lienzo, que mide 400 por 660 cm y que ahora se encuentra en el Palacio de Versalles

## Descripción
Todos los diputados se muestran mirando a Jean Sylvain Bailly, como un gesto para mostrar su apoyo a él. El único hombre que se negó a prestar juramento, Joseph Martin-Dauch, se muestra en la esquina inferior derecha y proporciona un contrapunto al entusiasmo general. David también dibujó todos los rostros en detalle para que cada figura fuera reconocible. Arriba de la escena hay grandes ventanas con figuras sonrientes del público.

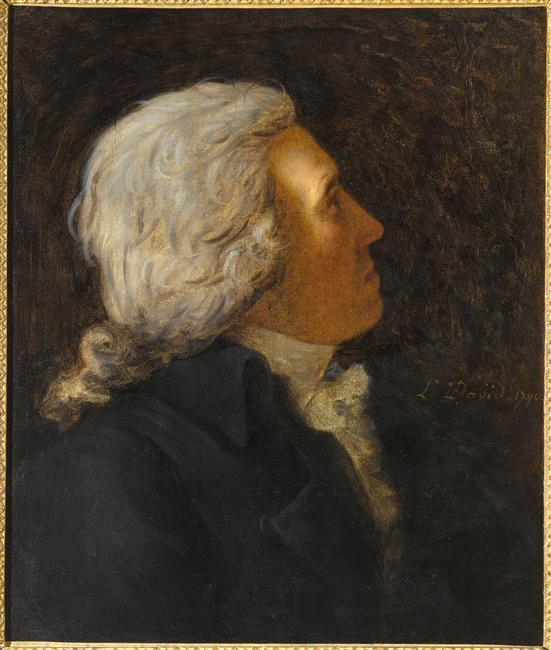
Boceto del rostro de Bertrand Barère.
Boceto de Le Serment du Jeu de paume por Jacques-Louis David.
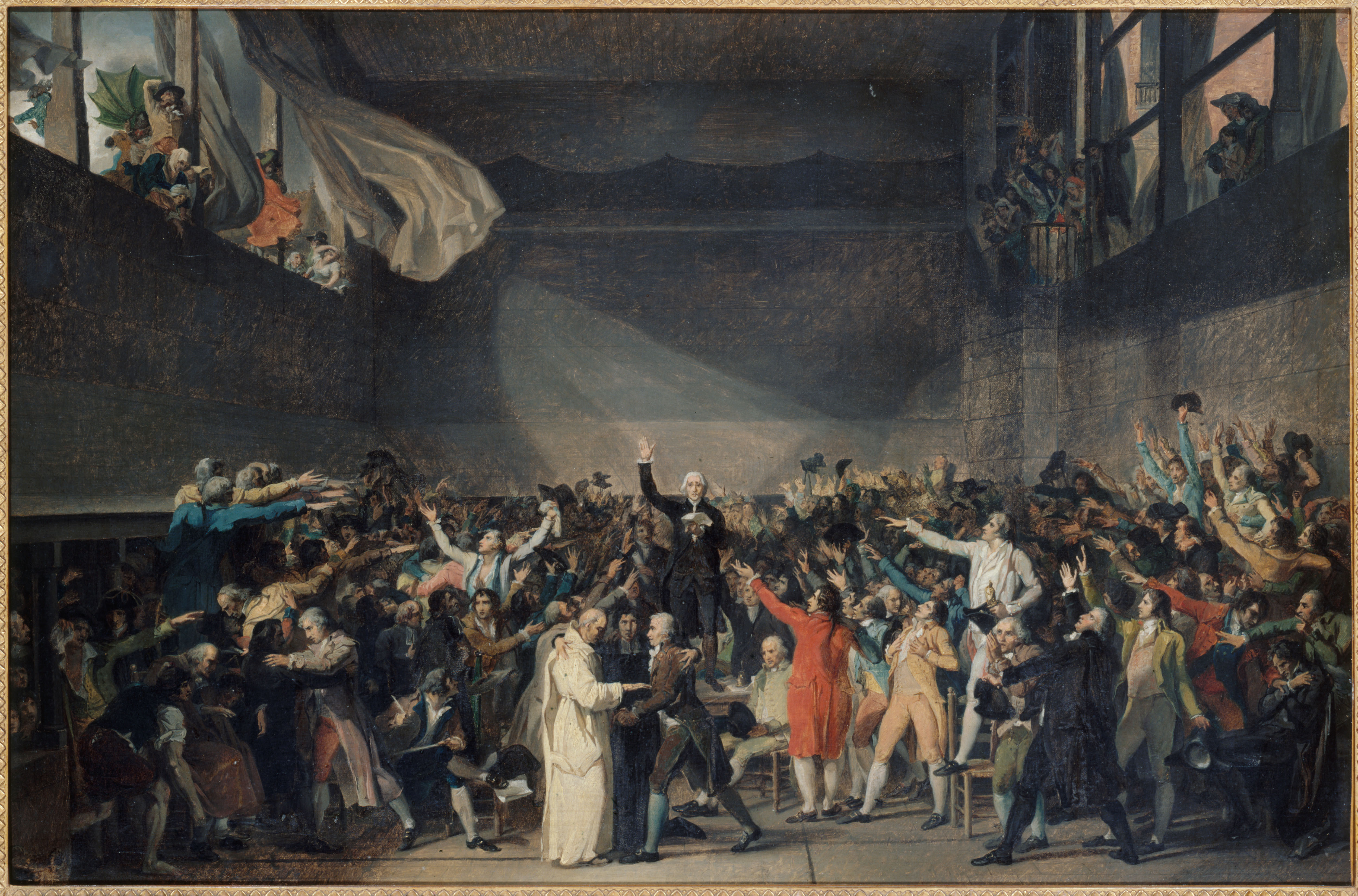
Pintura de David, Le Serment du Jeu de paume (Museo Carnavalet)
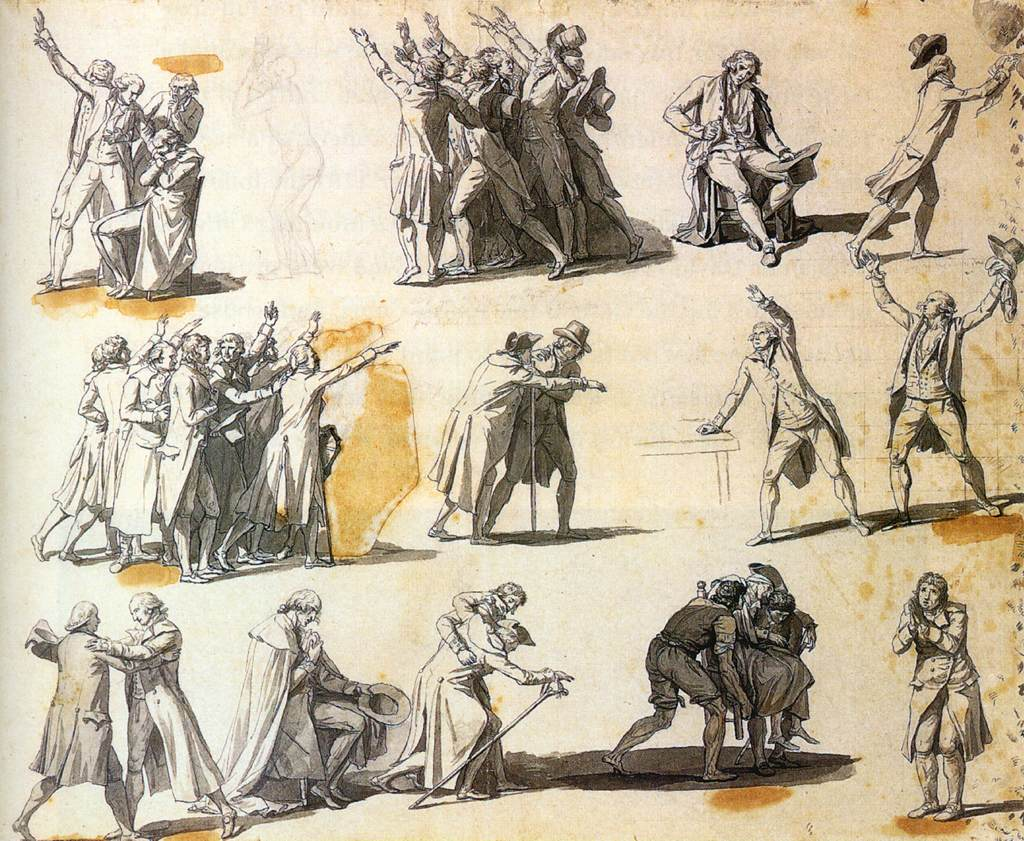
Bocetos de David.
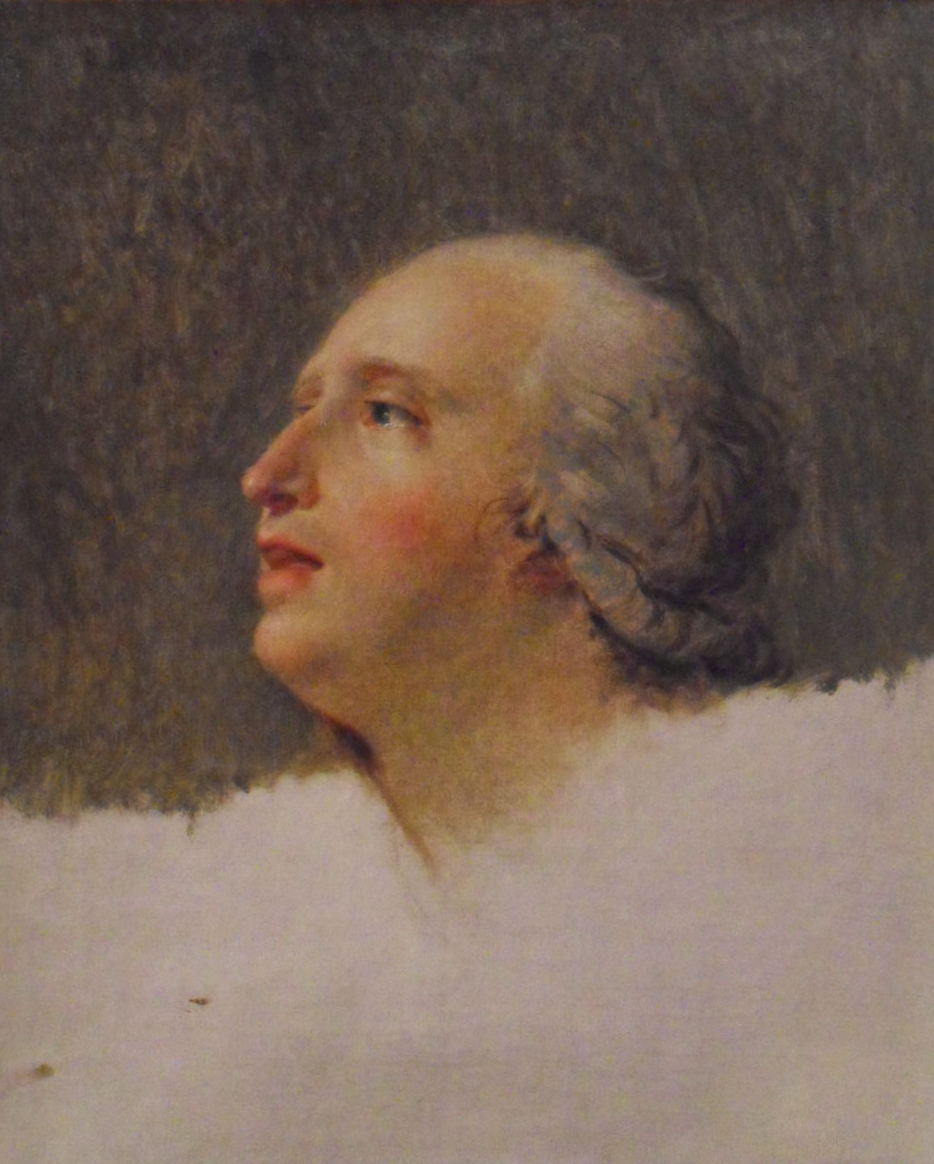
Boceto  del rostro de Pierre Louis Prieur.

## Interpretación simbólica
En el siglo XVIII, un juramento tenía un valor sagrado y garantizaba que una persona sería fiel a su palabra, como en el propio El juramento de los Horacios de David. Durante la Revolución Francesa, los juramentos colectivos como el Juramento del Juego de la Pelota fueron considerados como un factor de unidad y unanimidad nacional. El juramento de la Pelota —prerromántico, casi unánime, casi totalmente de clase media y sin violencia popular— sobre todo fue considerado el precursor de la revolución de 1789 y también demostró que la soberanía nacional estaba formada por la voluntad personal de cada individuo.
El cuadro de David también retrata al monje Dom Gerle junto al pastor protestante Jean-Paul Rabaut Saint-Étienne, simbolizando una nueva era de tolerancia religiosa. El viento que sopla a través de las ventanas y las cortinas también simboliza el viento de la Revolución que sopla a través de Francia.

## Historia
Los primeros grabados que muestran El juramento del Juego de la Pelota no aparecieron hasta 1790, año en que David convenció al Club Jacobino para lanzar una suscripción nacional y poder financiar una pintura que representara el evento. Expuso un dibujo a pluma y tinta marrón de su planeado cuadro en el Louvre en 1791 pero no tenía suficiente dinero para seguirlo ya que la suscripción únicamente había tenido un 10% de aceptación. La Asamblea Nacional Constituyente decidió entonces financiar la obra con el tesoro público, complementado con la venta de grabados del cuadro.

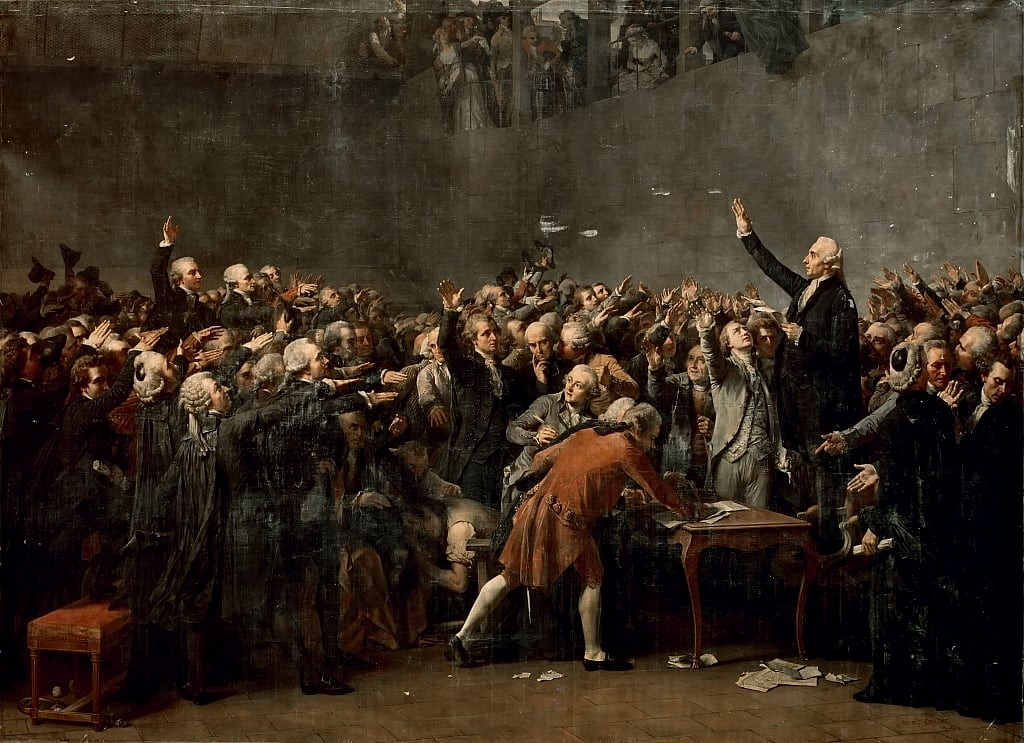
El juramento en la sala del Juego de la pelota, por Auguste Couder, 1848, (Museo de la Revolución francesa).

David instaló un estudio en el antiguo Convento de Les Feuillants para celebrar sesiones de los diputados, y luego se reunió en la cercana sala de la Manège. Sin embargo, en 1793, estaba demasiado ocupado como diputado para completar su boceto para el cuadro y la vida política francesa ya no era propicia para la obra - Honoré Gabriel Riquetti, uno de los héroes de 1789, había sido declarado enemigo de la Revolución al descubrirse su correspondencia secreta con Luis XVI de Francia y fue considerado como un traidor por la opinión pública. Un gran número de diputados de la Asamblea Nacional Constituyente habían sido identificados como enemigos del Comité de Salvación Pública. Por lo tanto, David dejó la obra inacabada y los suscriptores le reclamaron su grabado.
La distribución de las águilas de David de 1810 y su Leonidas en las Termópilas de 1814 se inspiraron directamente en El juramento del Juego de la Pelota. La obra también fue reeditada y adaptada por varios artistas desde finales del siglo XVIII en adelante. Entre ellos se encuentran Auguste Couder en 1848 y Luc-Olivier Merson en 1883.
En 1820, David cedió los derechos de grabado del Juramento del Juego de la Pelota de Jean Pierre Marie Jazet a Daniel Isoard de Martouret. El lienzo en sí fue finalmente adquirido en 1836 por los museos reales para el Louvre, donde se exhibió a partir de 1880.